# La Ferme en folie (série télévisée d'animation)
Pour les articles homonymes, voir La Ferme en folie.
La Ferme en folie (Back at the Barnyard) est une série d'animation américaine en images de synthèse en 52 épisodes de 24 minutes, réalisée par Steve Oedekerk et diffusée entre le 29 septembre 2007 et le 12 novembre 2011 sur Nickelodeon.
La série est dérivée du long-métrage La Ferme en folie (2006).
En France, la série animée a été diffusée à partir de 2009 sur Nickelodeon France. Depuis 2013, elle est rediffusée sur Gulli.

## Synopsis
Pendant que le fermier a le dos tourné, les animaux font les quatre cents coups dans la grange, entraînés par Otis, la vache masculine (Une vache, d'où les pis, avec une voix masculine). Les cibles favorites de leurs blagues sont Ginette Pécore, la voisine hystérique, et son horrible neveu, Eugène.

## Distribution

### Voix originales
Personnages principaux
- Chris Hardwick : Otis (une vache Holstein)
- Jeff Garcia : Peps (une souris)
- Cam Clarke : Freddy (un furet)
- Rob Paulsen : Bec (un coq) (Peck en VO)
- Tino Insana : Porc (un cochon)
- Dom Irrera : Duc (un chien de berger) (Duke)
- Leigh-Allyn Baker : Abby (une vache)
- Wanda Sykes : Bessy (une vache)
- Maria Bamford (en) : Ginette Pécore (Nora Beady)
- Steve Oedekerk : M. Pécore (M. Beady) et Eugène (Snotty Boy)
- Fred Tatasciore : le fermier

Personnages secondaires
- Lloyd Sherr : Everett (un vieux chien) et les corbeaux
- Rob Paulsen : RoboBec, Joey (un veau), Pizza Twin #1
- Leigh-Allyn Baker : Etta (une poule)
- Jeff Bennett : Miles (une mule) et le maire
- John DiMaggio : Bud (une vache), Hilly Burford, l'agent O'Hanlon
- S. Scott Bullock : Eddie (une vache)
- Maurice LaMarche : Igg (une vache)
- Dee Bradley Baker : Bigfoot et Ryan Earcrust
- Maile Flanagan (en) : Macy (un mouton)
- Chris Hardwick : Boil (un poussin)
- Frank Welker : Mouffette
- Steve Oedekerk : Pizza Twin #2 et le père d'Eugène
- Jill Talley : la mère d'Eugène

Invités
- Kevin McDonald : Baxter (un chien)
- Weird Al Yankovic : lui-même
- Jim Cummings : le chef Big Bones Mignon, Hillbilly#1 et Polar Bear
- Maria Bamford (en) : Jessica Allspice
- Earthquake : Root (un coq)
- Audrey Wasilewski : Dr Glove
- Grey DeLisle : Juanita, Bronco Betsey, Hanna
- Tom Kane : le père de Freddy
- Jennifer Hale : la mère de Freddy
- Mark DeCarlo : Bingo et Chubs Malone
- Patrick Warburton : Bill
- Kevin Michael Richardson : Don Bling, Queen Bee, Santa Claus
- Valerie Pappas : Ivana Sugardaddy
- Maurice LaMarche : Max Fripplehoot
- Gilbert Gottfried : Security System Voice
- Jim Meskimen : Horaldo
- John Kassir : Winky
- Thomas F. Wilson : Krouser Krebs, un canard
- Julia Sweeney : le vétérinaire
- Billy West : Dr Furtwangler
- Nika Futterman : Stamps
- Megan Cavanaugh : Brunhilde
- Tress MacNeille : Grand'tante Gertie

### Voix françaises
- Emmanuel Garijo : Otis
- Martial Le Minoux : Peps, Pizza Twin #1, Corbeau
- Benoît Du Pac : Freddy, Pizza Twin #2, Corbeau et l'annonceur
- Olivier Podesta : Bec, Eugène, Hilly Burford
- Marc Bretonnière : Porc, Everett, M. Pécore, l'agent O'Hanlon, Bigfoot
- Franck Sportis : Duc
- Isabelle Volpé : Abby et Etta
- Nathalie Homs : Bessy et Ginette Pécore
- Donald Reignoux : Bingo (le singe astronaute)

- Version française
  - Studio de doublage : Dubb4You
  - Direction artistique : Benoît Du Pac et Martial Le Minoux
  - Adaptation : Perrine Dézulier

## Épisodes
| Saison | Saison | Episodes | États-Unis        | États-Unis       |
| Saison | Saison | Episodes | Début de saison   | Fin de saison    |
| ------ | ------ | -------- | ----------------- | ---------------- |
|        | 1      | 26       | 29 septembre 2007 | 24 février 2009  |
|        | 2      | 26       | 25 février 2009   | 12 novembre 2011 |

### Première saison (2007-2008)
1. L'Échappée sauvage / L'escapade (The Good, the Bad and the Snotty / Escape from the Barnyard)
2. Une vache, un rat / Le Meilleur Ami de la vache (Cowman and Ratboy / Cow's Best Friend)
3. Une Bonne Truffe / L'astrovache (Chez Pig / The Right Cow)
4. Il faut sauver Mme Pécore / Une Femme de Fermier (Saving Mrs. Beady / The Farmer Takes a Woman)
5. Hypno a gogo / Faux Procès (Hypno-A-Go-Go / Fowl Play)
6. Les Jeux de la ferme / La guerre des niches (Barnyard Games / War of the Pranks)
7. Quel Cinema! / Les Animaux Fermiers (Lights! Camera! Moo! / Animal Farmers)
8. Le catcheur est dans le pré / L'echappée bêle (Raging Cow / The Great Sheep Escape)
9. "La Ferme" Production / Le mort-vivant (The Big Barnyard Broadcast / Dead Cow Walking)
10. Vacherie et Compagnie / Partie de chasse (Cow's Night Out / Otis Season)
11. En piste / Le Pygmalion (Big Top Barnyard / Pigmalion)
12. Quatre Garçons dans le Vent / Joyeux anniversaire Freddy (A Barn Day's Night / Meet the Ferrets)
13. Les Deux Insolents / Un nouvel animal de compagnie (A Tale of Two Snottys / Snotty's New Pet)
14. Un Petit Trou de Souris / La Maman d'Otis (Home Sweet Hole / Otis' Mom)
15. Le club d'Otis / Le Seigneur des Agneaux (Club Otis / The Chronicles of Barnia)
16. Vache académie / Le Lapin Fantôme (Barnyard Idol / The Haunting)
17. Le canard enragé / Otis eleven (Brave Udders / Otis' Eleven)
18. La Voix de l'Amour / Otis contre Bigfoot (Pecky Suave / Otis vs. Bigfoot)
19. Vache de l'air / L’École selon Otis (Top Cow / School of Otis)
20. Voter Otis / La marionnette et le pantin (Otis for Mayor / Dummy and Dummier)
21. Otis je t'Ai-meuh 1ère partie / Otis je t'Ai-meuh 2ème partie (Some Like it Snotty)
22. Le retour de Vache-Man 1ère partie  (Cowman: The Uddered Avenger, Part 1)
23. Le retour de Vache-Man 2ème partie (Cowman: The Uddered Avenger, Part 2)
24. Porc se Marie / La vache sacrée (Pig Amok / The Sun Cow)
25. Attention au chien ! / Sauvons les Palourdes (Doggelganger / Save the Clams)
26. Otis Babysitter / Les Rois du Golf (Adventures in Snotty Sitting / Cowdyshack)

### Deuxième saison (2009-2011)
1. Wilde Mike met l'ambiance / À vendre… ou pas (Wild Mike's Dance Party / Buyers Beware)
2. Otis reporter / Abby & Veronica (Anchor Cow / Abby and Veronica)
3. La Ferme Bling-Bling / Trayez-les haut et court (Bling My Barn / Udderado)
4. Un cochon nommé Désir / Une super fête (Cupig / Happy Animal Fun Time)
5. La Chasse au Trésor 1ère partie / La Chasse au Trésor 2ème partie (Treasure Hunt)
6. Un Anniversaire de Rêve / Le Seigneur des Castors (Dream Birthday / Lord of the Beavers)
7. La revanche des mascottes / Les liaisons en danger (Fumblebums / Endangered Liaisons)
8. Mini meuh / Premiers Pas en Ville (Little Otis / Kids in the City)
9. Le Cousin du Morveux / Un remède de cheval (Snotty and Snottier / Paging Dr Filly)
10. Les Charmes du Camping / Ferminator  (Barnyards and Broomsticks / The Barn Buddy)
11. Sauvez Floppi / Le Meilleur Ami de l'Homme (Free Schmoozy / Man's Best Fiend)
12. Ruminamon IV / Le trésor d’Everett (King Cud / Everett's Treasure)
13. Défi de Chef / Une Colle Explosive (Iron Otis / Too Good to Be Glue)
14. Le hockeyeur masqué partie 1 / Le hockeyeur masqué partie 2 (Back at the Booyard)
15. Monsieur Dokipik / Le gang des enchaînés (Mr Wiggleplix / Chain Gang)
16. La Ferme en folie spécial Noël (It's an Udderful Life)
17. Attrapez Bessy / Freddy le magnifique (Get Bessy / A Beautiful Freddy)
18. Pour une poignée de tickets / Le fermier fait du rodéo (Arcade of Doom / Rodeotis)
19. Sauvez Bigfoot / Les vacances de madame Pécore (Mission: Save Bigfoot / Mrs. Beady Takes a Holiday)
20. Robotec le poulet bionique / Un Amour de Toutou (RoboPeck / Puppy Love)
21. Peps Bourreau des Cœurs / L'enfer des clones (Hickory Dickory Donkey / Clonedemonium)
22. L'attaque des clowns / La Vache des Cavernes (Clown and Out / Clan of the Cave Cow)
23. Otis à quatre feuilles / Otis fait la loi (Four Leaf Otis / Cop Cow)
24. Un Amour de Dino / Porc et le peuple des taupes (Plucky and Me / Pig of the Mole People)
25. Le Choc des Mémères / Un poisson-chat nommé Eddie (Beady and the Beasts / A Catfish Called Eddie)
26. Les extraterrestres débarquent 1ère partie / Les extraterrestres débarquent 2ème partie (Aliens!!!)

## Autour de la série
- Chaque épisode de 24 minutes est composé de deux histoires, souvent basées sur des parodies de films et de séries télévisées à succès.

- Bien que présentés comme des mâles, Otis et les autres bovins masculins ont l'apparence de vaches (ils sont pourvus de pis) et non de jeunes taureaux.

- Dans le film, l'amie de Bessy s'appelle Daisy mais dans la série, on voit Abby qui remplace cette dernière alors que c'est un nouveau personnage de la série (par contre Bessy affirme dans la série que son nom de jeune fille est Daisy).

- Les voix françaises ne sont pas les mêmes que le film (2006) à part la voix d'Otis.
- Les personnages sont conscients d’être dans un dessin animé (donc, d’être des personnages de fiction) comme il est montré a plusieurs reprises, notamment lorsqu'ils parlent avec le commentateur qui parle même au spectateur, ce qui s'appelle briser le quatrième mur.

## DVD
Ferme en folie (La) - Vol. 1 : Le club d'Otis
Ferme en folie (La) - Vol. 2 : La fête à la ferme
Ferme en folie (La) - Vol. 3 : Quel cinéma!
Ferme en folie (La) - Vol. 4 : Le retour de Vache-Man
Ferme en folie (La) - Vol. 5 : Les super-heros
Ferme en folie (La) - Vol. 6 : L'amour vache
Ferme en folie (La) - Vol. 7 : Les rois du déguisement
Ferme en folie (La) - Vol. 8 : Il faut sauver Big Foot
Ferme en Folie (La) - Vol. 9 – Le gang d’Otis
Ferme en Folie (La) - Vol. 10 – Gaffeurs en série
Les 4 premiers volumes sont également sortis sous la forme d'un coffret :
Ferme en folie (La) - Coffret déjanté ! (4 DVD)